# 京都祇園軽ワゴン車暴走事故

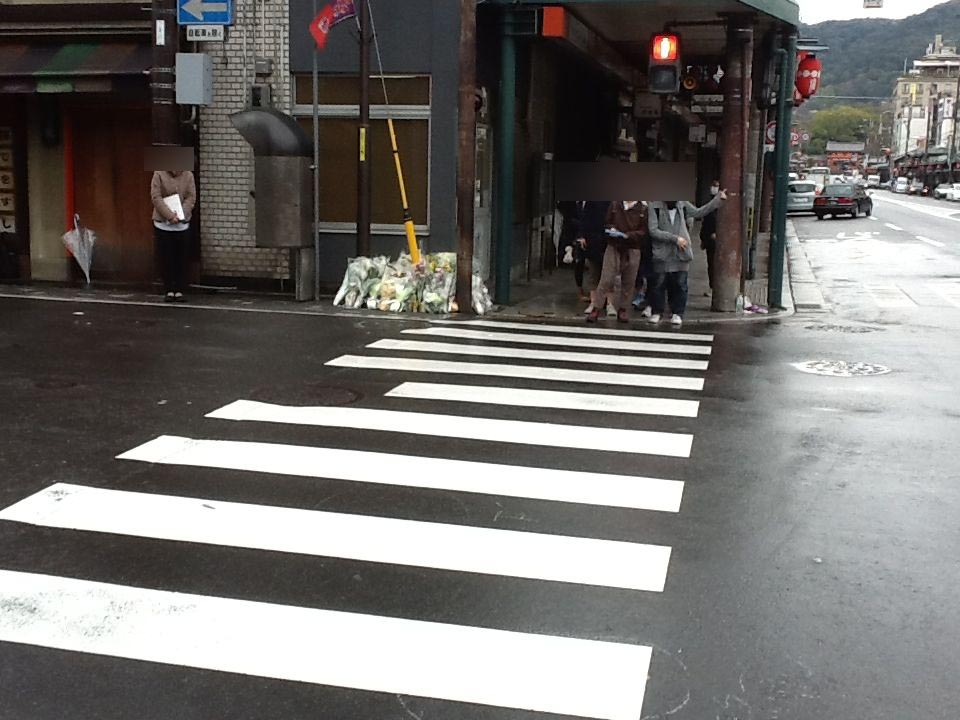
事故の2日後の朝。右から左へ暴走車は通過。画面中央左は大和大路交番。路面に被害者が倒れた位置が記載されている。

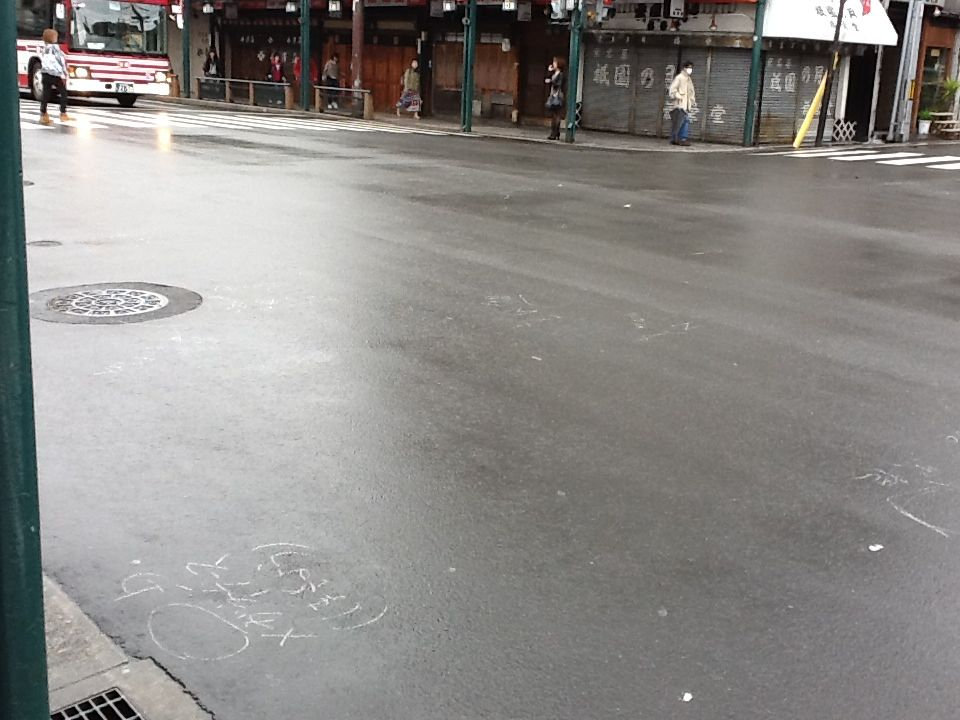
路面には被害者が倒れていた跡がチョークで記載されている。

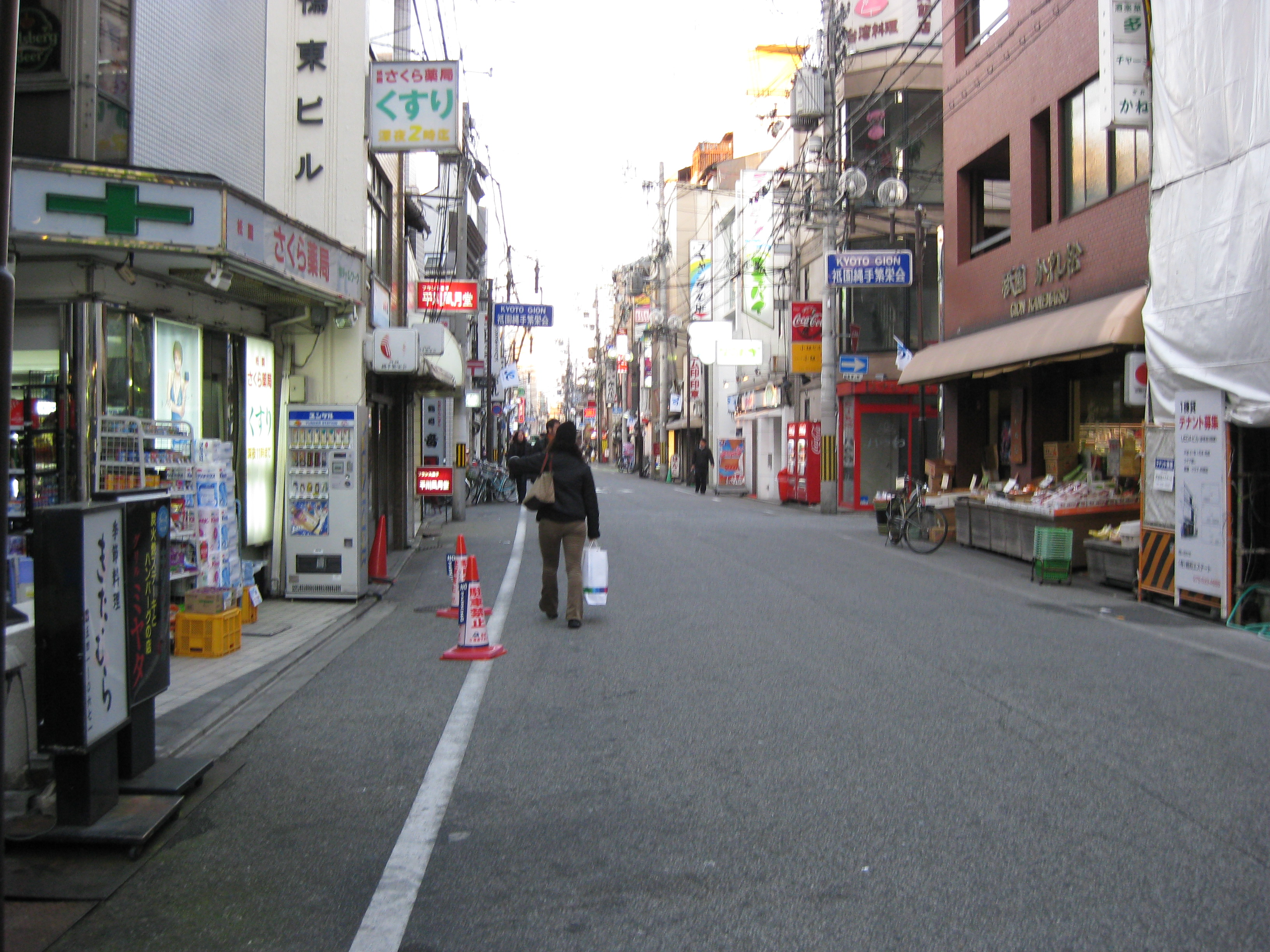
四条通から眺めた大和大路。道幅の狭い道路であることがわかる；2008年頃の撮影

京都祇園軽ワゴン車暴走事故（きょうとぎおん けいワゴンしゃぼうそうじこ）とは、2012年（平成24年）4月12日に京都府京都市東山区祇園で、軽ワゴン車（ホンダ・バモスホビオ）を運転していた運転手の男性が、運転中に暴走事故を起こし、運転者を含む8名が死亡、12人が重軽傷を負った交通事故。
事故原因は最終的に運転手の持病のてんかん発作とされた。

## 事故の概要

### 事故までの経緯
運転手は2003年にバイクで単独交通事故を起こし脳挫傷を受傷した。その後遺症としててんかん発作が起こるようになったが、病状を申告せずに運転免許を更新していた。運転手は2012年になって2度意識消失発作を起こしており、家族と医師は運転をしないように忠告していた。

### 事故発生

#### 第1現場
事故は京阪電鉄祇園四条駅の東側に位置する大和大路通の亀井町付近で起きた。大和大路通で南側より四条通に向って運転手は軽ワゴン車を運転していた。四条通交差点手前で軽ワゴン車は前を走っていたタクシーに右後方から衝突した。衝突されたタクシーは衝突の衝撃で時速21kmだった速度が時速29kmとなった。タクシーは左側に車を寄せて停車したが、軽ワゴン車は一旦停車してバックしたものの、停車したタクシーの横をゆっくりとすり抜け、タクシー運転手の制止を無視してそのまま走り去った。

#### 第2現場（交差点）
軽ワゴン車は衝突したタクシーの横をすり抜けてから25m程走行したのちに急に速度を上げた。タクシーと衝突した地点から150ｍ程走行し、信号待ちの車列を右側から追い越して赤信号になった四条通の交差点に突入した。当時は桜が満開となっており週末の昼時とあって観光客も歩道には50名ほどおり、青信号に変わった横断歩道を渡っているところに軽ワゴン車が突っ込んだ形となった。交差点の南側で10人、北側で4人を死傷させたとされる。全くブレーキをかけず人々を跳ね飛ばしながら四条通の交差点を通過し、大和大路交番前を過ぎて軽ワゴン車は更に北上した。このときの交差点の通過速度は時速50kmとされた。また交差点に入ってきた市バスを衝突寸前で軽ワゴン車は回避している。

#### 第3現場
大和大路にも通行車両が居たが、軽ワゴン車はその右側をすり抜けるように猛スピードで交差点から190ｍを走行した。途中2人の通行人に接触し負傷させた。弁財天町に入ったあたりで道の左側に停車していたトラックを避ける形で右側の電柱に激突して止まった。この際にも通行人1名が巻き込まれ死亡している。交差点から電柱までには10台の車両が居たが、うち4台の車両に軽く接触しただけで衝突は回避している。途中接触した別のタクシーには、接触現場から電柱までの40ｍを3秒で走り抜ける軽ワゴン車の動画がドライブレコーダーによって記録されており、警察は電柱衝突時の速度を時速70kmと推定した。

## 事故原因
本件に関して、単純なてんかん発作による意識消失を原因とするには、最初のタクシーとの追突から電柱に衝突するまでは360mの距離があり、道幅も非常に狭い上に通行中の車両（人力車を含め14台以上）には軽い接触をしたのみで走り抜けているなど、不可解な点が見られた。このため、警察当局も当初運転手がタクシーに追突した後に逃走を図った末の重大事故の可能性を疑っていた。
しかし最終的に京都府警は、最初のタクシーとの衝突によって精神的に動転し、大和大路通を逃走中にてんかん発作が起き、暴走に至ったと判断し、運転手を被疑者死亡のまま検察へ書類送致した。
なおこの事故の3日前に鹿沼市クレーン車暴走事故の遺族が危険運転致死傷罪の改正の署名を法務省に提出しており、その矢先に発生した事故であった。

## 刑事処理
2013年8月8日、京都地方検察庁は運転手を被疑者死亡により不起訴とし、運転手の勤務先の社長も運転手の持病を認識していなかったため不起訴処分とする方針を固めた。

## 民事裁判
被害者遺族らによって、運転手の遺族および雇用者だった企業に対して、慰謝料などの損害賠償請求訴訟が提起された。原告は、運転手の遺族に対しては「男性の損害賠償義務を相続している」とし、雇用者だった企業に対しては事故車両の所有者であり運転手の雇用主であるので、「自動車損害賠償保障法などに基づく使用者責任が生じる」とした。2014年2月4日、京都地方裁判所は「元従業員に過失があり、会社と家族が賠償責任を負うことに争いがない」として、運転手の家族と勤務先会社に対し、逸失利益約2100万円や慰謝料2700万円などを含む総額5200万円の支払いを命じた。2015年10月には、4600万円の支払いを求める別の訴訟が起こされた。

## 道路改修
事故を受けて、現場となった大和大路通では道路改修が行われた。自動車の制限速度は40kmから30kmに改められ、横断歩道が新設された。歩行者を守るために車止めが設置されたり通行帯を明確にするラインが引かれ、車道の幅は4mから3mに縮小された。工事は地元住民らの陳情によって京都府が計画し2012年11月より実施された。工事の対象は事故現場だけではなく、四条通から若松通までの北側約470mの区間に及んだ。観光客が多い白川南通周辺でも同様の工事が実施された。事故現場の大和大路四条交差点の北側には長さ4mと6mの防護柵が設置された。

## 雇用側企業の破産
2016年1月、雇用側だった企業は信用不安による経営悪化に陥ったとされ、5億7000万円の負債を抱えて自己破産する方針となった。

## 関連法改正
本事件および鹿沼市クレーン車暴走事故によって、持病を申告せずに免許を取得・更新して病気の発作によって重大事故が相次いでいることが問題視されるようになった。これを受けて、2013年6月14日、道路交通法が改正され、運転に支障のある者が免許取得・更新時に虚偽申告を行った場合に罰則が設けられた。
2014年5月20日には、自動車の運転により人を死傷させる行為等の処罰に関する法律(平成25年法律第86号)が施行され、自動車の運転に支障を及ぼすおそれがある病気として政令で定めるものの影響により、その走行中に正常な運転に支障が生じるおそれがある状態で、自動車を運転し、その病気の影響により正常な運転が困難な状態に陥り、人を死傷させた場合に、危険運転致死傷として被害者死亡の場合で1年以上20年以下の有期懲役に問えるようになった。